# 부산대학교
부산대학교(釜山大學校, Pusan National University)는 1946년 5월 15일에 설립된 종합 국립대학교이며, 부산을 대표하는 거점국립대학교이다. 광복 후 최초로 설립된 종합국립대학이다.
캠퍼스는 부산과 경남에 위치하며, 부산광역시 금정구 장전동의 부산캠퍼스와 서구 아미동의 아미캠퍼스, 경상남도 밀양시 삼랑진읍 청학리의 밀양캠퍼스, 경상남도 양산시 물금읍 범어리 양산캠퍼스로 구성된다. 1946년 2개의 학부(인문학부, 수산학부)로 구성된 종합대학으로 출발하여 2024년 기준으로 15개의 단과대학, 1개의 일반대학원, 5개의 전문대학원과 9개의 특수대학원을 운영하고 있다.
상징 동물은 독수리로 이를 형상화한 캐릭터인 ‘산지니’가 있고 상징 색은 부산대 청색과 녹색이며 교훈은 진리·자유·봉사이다. 약칭으로 부대라고 부르거나 영문 약칭 PNU로 표기하기도 한다.

## 역사
부산대는 1946년 5월 15일 문교부가 대한민국 첫 국립 종합대로 인가됐다. 1941년 개교한 지방 최초의 관립 전문학교인 부산고등수산학교의 인적, 물적 토대를 기반으로 수산학부(이후 수산과대학)로 개편하고 인문학부(인문과대학)를 신설하여 2개의 학부(단과대학)로 시작한 종합대학교였다. 그러나 거센 반발을 보이던 수산과대학이 부산수산대학으로 분리해 나가면서 사실상 첫 국립 종합대는 와해되고 1953년 2차로 종합대학교로 승격한다. 해방 후 문교당국이 부산대 설립을 인가하면서 기존의 부산고등수산학교를 물적 기반으로 삼고 부산대를 건설하고자 했으나 수산과대학의 이탈로 실패하고 만다. 그렇지만 부산대는 민립운동에서 시작한 대학 설립에 경상남도가 중심이 되어 국립대학 설립이란 개가를 이뤘다. 부산대의 설립은 물적 토대가 전혀 없었던 상태에서 국립대를 탄생시켰고 지방 최고의 대학이란 성과를 이뤘기 때문에 기적이라고 불린다. 부산대 외의 거점국립대는 모두 기존의 전문학교나 도립단과대학을 국립으로 전환하여 만들었다.

### 설립 과정

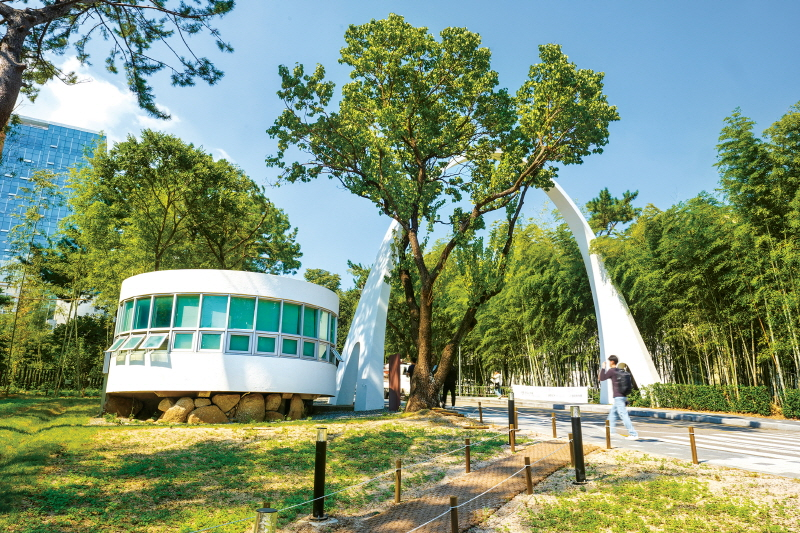
부산대 무지개문

1945년 8.15 광복을 맞자 일제에 의해 그동안 억눌렸던 민립대학 설립운동이 분출하였다. 일제는 민립대학 설립이 배일사상을 고취한다는 이유로 탄압하면서 관립 경성제국대학만을 설립했다. 결국 광복을 맞이할 때까지 경성제국대학 외에는 단 한 개의 민립대학도 설립되지 못했다. 각 지역에 의학, 사범, 농업 등 전문학교만 설립을 허가한 것이다. 대한민국 정부 수립(1948) 이전의 교육정책은 미군정에서 결정·집행하였다. 고등교육에 대한 개혁 방향은 일제강점기 시절의 전문학교를 4년제 대학으로 재편하는 데 있었다.
1945년 해방 이후 국가체제도 제대로 갖추지 못한 어려운 환경에서도 대한민국을 이끌어갈 인재 양성의 열망은 뜨거웠다. 각 지역에서 대학 설립운동이 들블처럼 일어났다. 부산 지역에도 5∼6개의 대학 설립 기성회가 있었고 1945년 10월 당시 경상남도는 이들을 통합해 숙원사업인 국립대학 설립을 추진했다. 일본 식민지 교육의 잔재를 청산하고 우리 민족을 위한 조선교육을 재건하기 위해 대학을 설립할 것을 결의했다. 그 중심에 경상남도와 학무과장 윤인구가 있었다.
당시 미군정청의 학무국은 부산대 대학설립기금으로 2000만원을 국고에 납부할 것을 경상남도에 요구했고 경상남도 당국이 감액을 요구하자 결국 1000만원으로 감액했다. 당시 경상남도 당국은 도민의 숙원인 국립대학 설립에 총력을 집중하여 미군정청이 제시한 국립대학 설립기금 1000만 원 조달에 매진하였다. 경남 불교교무원은 고성 옥천사 사찰 소유의 토지 13만 5천 평(당시 500만 원 감정)을 내놓았고 지역민과 기업들은 국립대학 설립을 위해 십시일반 1,000만 원이 넘는 1,032만 9,000원의 기금을 마련해주었다. 이 중 1,000만 원은 미군정청 문교부에 국립대학 설립기금으로 납입하였고, 일부는 대학도서관을 채울 막대한 양의 장서 확보에 사용했다. 국립대학 설립의 기초작업이 일단 완료된 뒤 윤인구 당시 경상남도 학무과장이 대학 설립을 위한 제반 행정절차를 밟았다.
1946년 5월 15일 국립부산대학교의 설립이 확정되었다. 윤인구 경상남도 학무과장과 학무과 고문관 에디 중위가 관계 기관과 협의하여 한미 양 문교부장의 최종 결재를 얻어낸 것이다. 정식 교명은 ‘국립 부산대학’으로 정해졌고, 인문학부와 수산학부의 두 학부가 개설되었다. 이때의 학부는 오늘날의 단과대학(Faculty)에 해당되는 것이었다. 1946년 3월 7일에 공포된 대학령 제2조 후단에는 인문계 및 자연계의 학부가 병설될 때는 2개 이상의 학부로서 ‘종합대학교’를 구성할 수 있도록 규정되어 있었다.

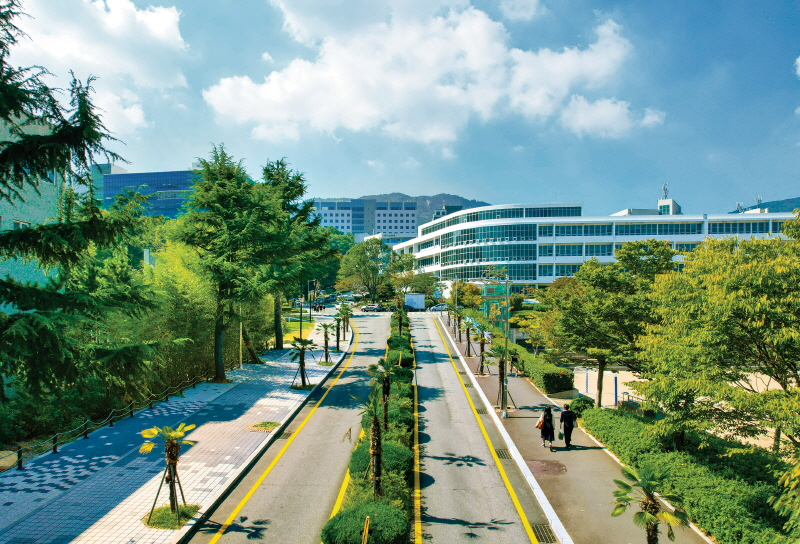
부산대 인문관

부산대는 국립 부산대학교 설립을 인가한 1946년 5월 15일을 개교일로 기념하고 있다. 이날 부산대는 인문학부와 수산학부 2개 학부(단과대학)로 개교했다. 인문학부는 신설이고 수산학부는 당시 부산경남의 유일한 고등교육기관이자 4년제 관립전문학교인 부산고등수산학교(부산수산대학)를 승격시킨 것이다. 당시 '국립'의 개념조차 없는 상황에서 민간에서 뜻을 모아 '국립'의 길을 처음 연 것이다. 또 당시 경남 소속의 국립대의 이름을 경남대로 하지 않고 부산대로 확정한 것은 탁월한 선택이었다.
부산대의 설립은 해방 후 정부에 의해 최초로 설립된 국립대라는 의미가 있다. 일제 때 경성제국대학이던 서울대가 국립대학 체제로 전환되는 설치령이 제정된 게 부산대 설립 인가일보다 3개월 뒤인 1946년 8월 22일이고 일제 때 전문학교이던 연세대, 고려대, 이화여대 등이 종합대학으로 승격한 것은 1946년 8월 15일이기 때문이다. 당시 문교부도 부산대를 "해방 후 문교부가 창설한 유일한 국립대학이다"라고 밝히고 있다.

### 1946 ~1999년
1946년 7월 예과 시험을 거치고, 1946년 9월 1일 개교했다. 9월 24일 입학식을 거행하고 1년 정도 종합대학으로 운영되었다. 1946년 8월 대학 총장으로 임명된 아서 린 베커(Arthur Lynn Becker 1879~1979, 한국명 백아덕 白雅悳) 박사의 취임식은 9월 수산과학대학 강당(현 부경대)에서 열렸다. 수산과대학 반발 등으로 1947년 7월 사임했다.
1947년 7월 수산과대학이 '국립 부산수산대학'으로 분리되면서 종합대학 체제가 와해됐다. 형식상으로는 1948년 5월에 부산대와 분리하였다. 부산대는 국립부산대학교 인문과대학으로, 소속은 문리학부, 법학부, 상학부로 편성됐다.
1952년 4월 5일 부산대총동문회가 창립했다. 초대 회장은 이상대(국문48).
1953년 4월 1일에 국립 부산대학교 설립안이 국무회의를 통과하고, 4월 3일 국무총리의 재가를 받아 같은 해 9월 15일 국립학교설치령이 공포됨에 따라 다시 종합대학인 부산대학교로 승격되었다. 문리과·법정·상과·의과·약학·공과대학 등 6개 단과대학으로 구성되었으며, 대학원도 설립되었다. 11월 26일에 윤인구 박사가 초대 총장으로 취임하였다.
1954년 마산에 있던 약학과가 부산으로 옮겨왔다.
1954년 캠퍼스의 장전동 이전이 1954년 확정돼 1955년 지금의 부산캠퍼스로 이전했다.
1961년 5·16 쿠데타 직후인 9월에 문교부의 ‘국립대학 정비 절차’에 의해 부산수산대학과 부산교육대학을 흡수하고, 문리과대학의 6개 학과와 법과대학이 폐지되었다. 5.16 쿠데타 세력의 막가파식 대학정책이 밎은 참극이었다.
1963년 1월 16일 법과대학이 2년 만에 부활되었다.
1964년 3월 1일 약학과가 대학으로 승격됐다. 또 폐과되었던 문리과대학의 사학과, 철학과, 수학과, 물리학과, 지리지질학과가 복과되고 정치학과는 법과대학이 법정대학으로 개칭되어 복과 편입되었다. 부산교육대학은 1963년, 부산수산대학은 1964년에 다시 분리되었다.
1969년 3월 사범대학이 개설되고 경영대학원이 문을 열었다.
1972년 3월 사범대학 부속고 개교, 7월 행정대학원 설치를 인가받았다.
1973년 11월 공과대학 기계계열(기계공학과, 기계설계공학과, 정밀기계공학과, 생산기계공학과, 조선공학과, 전기공학과)이 특성화대학으로 지정되었다.
1974년 3월 가정대학이 신설되었다. 1975년 교육대학원이 신설됐다.
1975년 10월 재일 교포 유학생 김오자(문리대 사학과 73)가 연루된 '부산대학교 재일 교포 간첩단 사건'이 발생했다.
1977년 4월 정부의 특성화 공과대학 육성사업에 따라 기계공학과, 전기기계공학과(現 전자공학과, 전기컴퓨터공학부), 조선공학과, 재료공학과가 특성화 학과로 선정되었다.

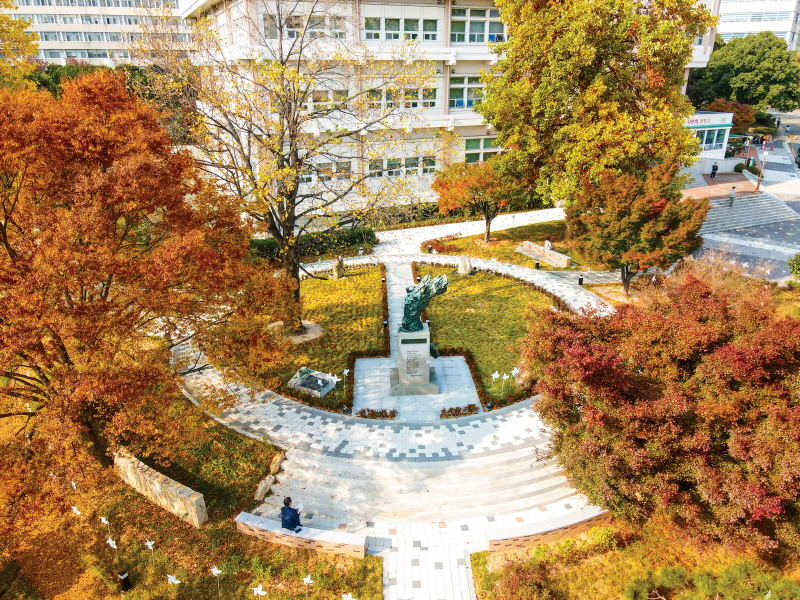
부산대 부만민주항쟁탑

1979년 부마민주항쟁이 발생하였다. 10월 15일에는 부산대학교에서 민주선언문이 배포되었고, 그 다음날에는 부산대학교 학생 육천여 명이 민주화 시위를 시작하였고 10월 18일엔 마산으로 시위가 확산되었다. 이에 따라 정부는 부산에는 계엄령을, 마산에는 위수령을 선포했다. 부마민주항쟁은 유신 체제가 몰락하는 계기가 되었다.
1981년 3월 치과대학이 신설되고 문리과대학이 인문대학과 자연과학대학으로 분리됐다.
1982년 3월 인문대학에서 행정학과, 정치외교학과, 사회복지학과, 사회학과, 심리학과가 사회과학대학 소속으로 분리됐다. 예술대학과 산업대학원이 신설됐다. 9월 윤노빈 철학과 교수가 싱가포르에서 가족과 월북했다.
1987년 3월부터 부대신문 편집권 문제 등을 두고 학원민주화투쟁이 시작되었다. 5월까지 진행되었던 이 투쟁은 학원민주화운동의 성공사례로 일컬어진다. 부산대는 대통령 직선제와 민주주의 쟁취를 내세운 6월 항쟁에서 주도적인 역할을 하였다.
1988년 11월 환경대학원 설치를 인가받았다.
1990년 7월 25일 부산대를 방문한 정원식 문교부장관이 총장실에 4시간여 동안 갇혀있다 풀려났다. 학생 150여 명이 총장실 복도와 본관 현관 앞을 점거한 채 7월 16일 경찰의 부산대 난입사태와 전교조 사태와 관련한 장관의 견해를 밝히라고 요구하며 농성을 벌였다.
1990년 11월 부산대민주동문회 창립총회가 열렸다.
1991년 6월 22일 첫 직선제 총장 선거가 이뤄져 장혁표 교수가 14대 총장으로 선출되었다. 직선제 총장 선출은 현재까지도 전통으로 이어오고 있다. 대운동장에 본관을 신축하고 이전하였다. 기존의 본관은 인문관으로 명칭을 변경했다.
1994년 국책공과대학 지원사업에 선정됐다. 공과대학이 국책지원 공과대학으로 지정돼 시설이 획기적으로 개선되었다. 기계공학과는 전국 최대 시설과 수준이라는 평가를 받았다.
1997년 3월 국제대학원이 설립됐다. 2004년 3월 전문대학원 체제로 전환했다.
1999년 6월 첫 외부 인사 출신의 총장으로 박재윤 순천향대학교 교수가 16대 총장으로 선출되었다.

### 2000년 ~ 현재

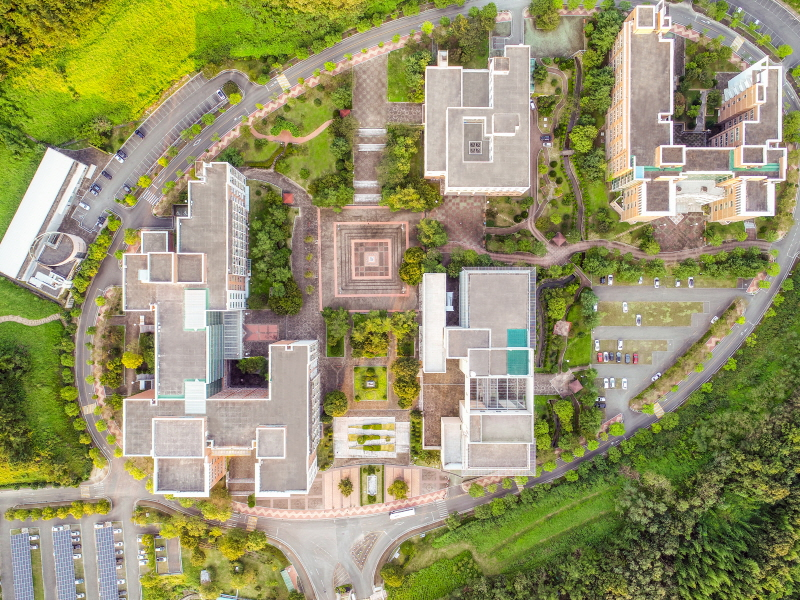
부산대 밀양캠퍼스

2002년 1월 양산캠퍼스 조성이 확정돼 2009년 3월 개교했다. 그동안 제2캠퍼스 건립이 오랜 숙원이었던 부산대는 부산에서 부지를 확보하지 못하자 캠퍼스의 경상남도 양산 설치 방안을 교육부에 신청하였다. 그러나 부산광역시와 정치권이 반대하면서 갈등이 고조되었다. 2002년 1월 9일 부산대, 부산시, 교육부 3자가 부산대 의·치과대학을 양산시로 이전에 합의하여 제2캠퍼스 문제는 해결됐다. 2003년 8월에 양산캠퍼스 조성 공사가 시작되었다.
2003년 3월 나노과학기술학부와 대학원 학과를 신설했다. 10월 경암 송금조 (주)태양 회장이 대학발전기금 305억원 쾌척을 약속했다.
2005년 예술문화영상학과가 신설됐다.
3월 밀양대와 통합에 합의했다. 교육인적자원부가 국립대 구조 개혁을 본격화하자 부산대학교는 밀양대학교와의 통합에 나서게 되고 2005년 10월에 통합을 승인 받아 2006년 3월에 부산대학교 밀양캠퍼스를 출범시켰다.
2006년 3월 생명자원과학대학을 신설하고 나노과학기술학부를 나노과학기술대학으로 승격시켜 밀양캠퍼스로 이전하였다. 의과대학 간호학과가 간호대학으로 승격되었고 스포츠과학부가 신설되었다. 의과대학 의예과와 치과대학 치의예과는 2006학년도부터 의학전문대학원과 치의학전문대학원으로 전환되었다. 의학전문대학원은 2017학년도에 다시 의대로 전환하였고 치의학전문대학원은 존속하기로 했다.
2008년 3월에 전국 유일의 한의학전문대학원이 개원하였다. 국립 한의학전문대학원은 해방 후 지금까지의 한의학계 숙원사업이었다. 노무현 정부가 2006년 의대가 있는 전국 국립대를 상대로 공모하였고 그해 11월 부산대가 선정되었다.
2009년 3월 법학전문대학원이 개원하였다. 입학정원은 120명이다. 이에 앞서 정부는 2008년 8월 29일 전국 25개 대학에 법학전문대학원 설치를 최종 인가했다.
 관광컨벤션학부가 설립되었다.
2009년 양산캠퍼스가 개교했다. 부산캠퍼스의 한의학전문대학원과 아미캠퍼스의 의학전문대학원, 치의학전문대학원, 간호대학이 양산캠퍼스로 이전하였다.
2010년 10월에 상과대학을 경영대학과 경제통상대학으로 분리하고 경제통상대학원이 설립됐다. 독립 학부였던 관광컨벤션학부가 경제통상대학으로 흡수되었다.
2011년 8월 11일 부산대와 부경대가 협약식을 갖고 대학 통합을 비롯한 상생 발전을 골자로 한 '공동발전 선언문'을 채택했다.
2014년 5월 기술창업대학원이 문을 열었다. 10월 '인문관'과 '무지개문 및 옛 수위실'이 등록문화재 제641호로 등록됐다.
2015년 8월 17일 고현철 국어국문학과 교수가 총장 직선제 폐지 반대 등 민주주의 실현을 요구하며 스스로 목숨을 끊었다. 고현철 교수 투신 여파로 부산대는 총장 간선제 추진 방침을 철회했다.부산대 대학본부와 교수회가 '총장 임용후보자 직선제 선출'을 위한 세부 절차와 학칙 개정 방안에 합의했다. 고현철 교수의 투신으로 부산대는 총장직선제를 끝까지 지킨 유일한 국립대가 됐다.
2017년 1월 정부의 노벨과학상 프로젝트인 기초과학연구원(IBS) 연구단 중 하나인 기후물리연구단을 유치했다. 전국 국립대 중 첫 선정이며 세계적 석학 액슬 티머맨이 단장으로 선임됐다.
2018년 2월 로스쿨 도입에 따라 법대가 폐지됐다. 9월 금융대학원이 개원했다. 파생금융을 다루며 입학정원 25명이다.
2020년 3월 정보의생명공학대학이 신설됐다.
3월 사범대학 부설 예술 중.고등 특수학교 설립이 확정됐다.

4월 블록체인 융합보안대학원을 유치해 2021년부터 운영된다.
2021년 4월 19일 부산교대와 통합추진 양해각서(MOU)를 체결했다.

10월 6일 환태평양 대학 협회에 정회원교로 가입했다.
2022년 2월 14일 동남권 창업중심대학에 선정됐다.

7월 21일 ‘부처 협업형 인재양성사업’에 5개 사업이 선정됐다.
10월 '부산지역 거점대학 수의과대학 설립요청서’를 교육부에 제출했다.

2023년 3월 생활환경대학 → 생활과학대학으로 개편, 스포츠과학부 → 생활과학대학 스포츠과학과로 소속 변경
5월 권역별 반도체공동연구소 구축사업에 선정됐다.

6월 반도체중심대학에 선정됐다(차량반도체(파워반도체).
조기취업형 계약학과 선도대학 육성사업에도 선정됐다.
11월 글로컬대학에 선정되었다. 이에 따라 부산대와 부산교대는 교육부에 통합계획서를 제출하기 위한 준비에 들어갔다.
2024년
3월 데이터사이언스전문대학원 신설
4월 23일 부산대와 부산교대 양 대학 총장이 대학 통합 합의서에 서명했다. ‘통합 부산대’는 오는 2027년 3월 출범한다.
9월 융합의생명과학대학원 신설

## 총장
부산대학교 총장은 교무를 통할하고 소속 교직원을 감독하며, 학생을 지도하고 학교를 대표한다. 2024년 5월 17일 최재원 총장이 임기를 시작했다.
부산대는 전국 국립대 유일하게 직선제로 총장을 선출하고 있다. 14대 장혁표 총장 이후 현재 21대 차정인 총장까지 직선제로 선출됐다. 박근혜 정부 압박으로 간선제 전환을 두고 갈등이 빚어지는 와중에 2015년 8월 고현철 교수가 직선제 사수를 외치며 투신했다. 이후 2015년 11월 치러진 총장 직선제 선거 선거인단은 전체 정규직 교수 1185명(87.4%), 직원 대표 130명(9.6%), 조교 대표 22명(1.6%), 학생 대표 18명(1.3%) 총 1355명으로 구성됐다.
득표수를 명기해 최다득표자 2명을 부산대 본부가 교육부에 총장임용후보자를 추천하며 교육부장관의 제청으로 대통령이 임용한다. 임기는 4년이다. 총장은 공무원으로서 임명이 국무회의 심의사항이며 장관에 준하는 대우를 받는다. 부산지역 의전서열 1위다. 차관급인 부산광역시장, 부산시교육감보다 의전서열이 높다.
초대 윤인구 총장은 1947년 7월 베커 총장 사임 후 종합대학이 와해되자 부산대학장 서리를 지냈고 이후 학장, 총장까지 총 14년을 학교의 대표자로 재임했다. 문홍주, 신기석 총장이 총장을 2회 했다. 직선제 총장 중 연임은 김인세 총장이 유일하다.
| 대수     | 이름           | 임기                |
| -------- | -------------- | ------------------- |
| 초대     | 윤인구(尹仁駒) | 53.11.26 ∼ 60.05.10 |
| 총장서리 | 김상태(金尙泰) | 62.02.12 ∼ 62.03.12 |
| 제2대    | 문홍주(文鴻柱) | 60.12.29 ∼ 62.02.09 |
| 직무대리 | 정일천(鄭壹千) | 62.02.12 ∼ 62.03.12 |
| 제3대    | 김순식(金洵植) | 62.03.13 ∼ 63.03.18 |
| 제4대    | 신기석(申基碩) | 63.03.27 ∼ 67.12.31 |
| 제5대    | 고광만(高光萬) | 68.01.01 ∼ 69.03.19 |
| 제6대    | 신기석(申基碩) | 69.04.01 ~ 73.02.14 |
| 직무대리 | 허종현(許宗炫) | 73.02.15 ~ 73.04.06 |
| 제7대    | 민병구(閔丙久) | 73.04.07 ~ 73.05.02 |
| 제8대    | 윤천주(尹天柱) | 73.05.10 ~ 75.05.26 |
| 제9대    | 허종현(許宗炫) | 75.06.17 ~ 79.06.16 |
| 제10대   | 박기채(朴基采) | 79.06.17 ~ 80.06.27 |
| 제11대   | 문홍주(文鴻柱) | 80.06.30 ~ 83.08.31 |
| 제12대   | 최재훈(崔載勳) | 83.09.01 ~ 87.08.31 |
| 제13대   | 서주실(徐柱實) | 87.09.01 ~ 91.08.31 |
| 제14대   | 장혁표(張赫杓) | 91.09.01 ~ 95.08.31 |
| 제15대   | 윤수인(尹洙仁) | 95.09.01 ~ 99.08.31 |
| 제16대   | 박재윤(朴在潤) | 99.09.01 ~ 03.08.31 |
| 제17대   | 김인세(金仁世) | 03.09.01 ~ 07.08.31 |
| 제18대   | 김인세(金仁世) | 07.09.01 ~ 11.08.31 |
| 직무대행 | 김덕줄(金德茁) | 11.09.01 ~ 12.01.05 |
| 제19대   | 김기섭(金琪燮) | 12.01.06 ~ 15.09.09 |
| 직무대리 | 안홍배(安洪培) | 15.09.10 ~ 16.05.11 |
| 제20대   | 전호환(全虎煥) | 16.05.12 ~ 20.05.11 |
| 제21대   | 차정인(車正仁) | 20.05.12 ~ 24.05.11 |
| 제22대   | 최재원(崔在元) | 24.05.17 ~ 현재     |

## 교육

### 교육 이념과 비전
부산대학교의 교육 이념은 진리·자유·봉사이다. 더 나아가 진리·자유·봉사의 교육이념과 대한민국 교육의 근본 이념에 입각해 학술이론과 응용방법을 가르치고 연구하며, 유능한 인재를 양성하는 것에 교육 목적을 두고 있다. 특히 "한국을 대표하는 세계 속의 명문대학"이라는 비전 하에 국내 상위 5개 대학 진입과 5개 이상의 학문 분야에서 세계 100위권에 진입하는 것을 대학의 발전목표로 삼고 있다.
한편, 2012년 5월 10일 개교 66돌 기념식과 함께 진행된 "부산대 비전 2030" 선포식에서 올해부터 2030년까지 세계 100대 명문대학에 진입하는 목표 달성을 위한 3단계 계획을 발표했다.

### 교육 제도

#### 정규 학사 과정
부산대학교의 정규 학사 과정은 부산대학교 학칙 제62조와 부산대학교 교육과정 편성 및 운영규정에 의하여 편성된다. 그 구성은 교양교육과정, 전공교육과정, 일반선택교육과정으로 구성되어 있다.
우선 교양교육과정의 과목들은 반드시 이수하여야 하는 교양필수과목, 학생이 수강을 선택할 수 있는 교양선택과목으로 구성된다. 교양 필수 과정은 6학점을 반드시 이수하여야 하나, 공학교육인증과 관련된 학과는 '공학작문 및 발표' 과목을 필수과목으로 하고, '창의적사고와 글쓰기', '열린생각과 말하기' 과목은 이수하지 않는다. 한편, 교양선택과정은 다시 핵심교양과목과 일반교양과목으로 나뉜다. 핵심교양과목은 6개의 영역으로 분류되며 재학생은 6개의 영역 중 5개의 영역에서 각각 1개 이상의 과목을 수강하여야 한다. 이와 별도로 핵심교양과목은 반드시 1과목, 3학점 이상을 이수해야 한다.
전공교육과정에 포함된 전공과목은 크게 최소전공과 심화전공으로 구분하고, 최소전공은 다시 전공기초와 전공일반으로 구분하며, 전공일반은 전공필수와 전공선택으로 구분한다. 전공교육과정은 각 과목의 개설시기에 따라 이수한다. 참고로 복수전공, 부전공, 연합전공, 교직 중에서 하나를 이수하지 않는 학생은 반드시 심화전공을 이수해야 한다.
한편, 2001학년도 신입생부터 최소전공인정학점제를 시행되면서, 이 제도가 시행되는 단과대학의 최소전공인정학점은 36학점, 사범대학은 42학점으로 통일되었다. 그러나 최소전공인정학점제를 시행하지 않는 단과대학도 있으며, 이들 단과대학의 경우 이수해야 하는 전공과정 학점이 다르다.

#### 공학교육인증제도
부산대학교는 2003년 공과대학 8개 학과를 대상으로 한국공학교육인증원(ABEEK)의 공학교육인증을 신청하여 2005년 1월에 새로 7개의 공학인증프로그램을 인증받았다. 2011년 기준으로, 공과대학 내의 4학부, 1전공, 4학과에서 공학교육인증제도에 의한 인증프로그램이 실시되고 있다.
공학교육인증제도로 인증받은 학부와 학과 또는 전공은 한국공학교육인증원의 인증 기준에 맞춰 교육 프로그램을 구성한다. 공학교육인증제도를 시행하는 곳의 학생은 먼저 인증프로그램에 따라 전공을 이수하는 전문과정과 인증프로그램을 포기하는 일반과정을 두고 선택할 수 있다. 전문과정을 이수하는 학생은 한국공학교육인증원과 해당 인증프로그램에서 제시하는 인증기준을 동시에 충족하여야 하며, 정해진 인증프로그램의 교과목 커리큘럼에 따라 과목을 이수해야 공학인증을 받을 수 있다. 전문과정을 이수한 졸업생은 학적부와 각종 증명서 등에 인증 사실이 기재되며, 증명서에서 전공을 표기할 때, 인증프로그램 이수자는 전공 명칭에 ‘전문’을 추가하여 표기한다. 그러나 일반과정을 이수한 졸업생은 전공 명칭에 ‘일반’을 추가 기재해 전문과정 이수자와 차이를 두게 된다.
공학교육인증제도는 인증프로그램을 이수하는 학생이 엔지니어로 일하는 현장에서 필요한 능력과 자질을 배우고, 기업에 따라 취업 자격 시험에서 면제를 받을 수 있는 등 취업경쟁력을 확보할 목적으로 시행되고 있다. 그러나 전자전기공학부가 제도 운영의 현실적인 어려움과, 공학인증 자체의 실질적인 혜택이 미비한 점을 들어, 2012학년도 8월 졸업생을 끝으로 공학인증프로그램 운영을 중단하기로 하였고, 건축공학과도 비슷한 이유를 들어 공학인증제 폐지를 추진하고 있다.

### 장학 제도
부산대 재학생 1인당 장학금은 1년에 300만 원으로,가장 많은 학생들이 받고 있는 장학금으로는 소득수준과 연계해 받는 국가 장학금, 학과 내 성적 상위 20%에게 주어지는 성적 우수 장학금, 행정기관에서 근무 후 주어지는 근로 봉사 장학금, 그리고 경제적으로 어려운 학생에게 주어지는 학업지원 장학금이 있다. 부산대학교만의 독특한 장학금으로 입학 성적 우수 장학금인 PREMIER(프리미어) 장학금, 아동복지시설 학생이 입학했을 때 (학비가 아닌) ‘생활비’를 지원하는 유니웰 장학금, 형제, 자매가 부산대학교에 다니고 있다는 이유만으로 주어지는 형제자매 장학금이 있다.

#### 국제교류
부산대학교는 세계 61개 국가·지역, 612개 대학·기관과 교류하고 있으며, 매년 많은 학생들을 해외로 배출하고 있다. 2021년에 우리 대학은 국내 대학 중 6번째로 환태평양 대학협회 아프루(APRU)에 가입해 회원 대학 간 국제 공동연구와 학생 교환 등 다양한 분야에서 협력하고 있다.

## 대학/대학원

### 대학·학부
- 인문대학
- 사회과학대학
- 자연과학대학
- 공과대학
- 사범대학
- 경제통상대학
- 경영대학
- 약학대학
- 생활과학대학
- 예술대학
- 나노과학기술대학
- 생명자원과학대학
- 정보의생명공학대학
- 간호대학
- 의과대학
- 정보의생명공학대학

### 일반대학원
- 인문사회계열
- 자연과학계열
- 공학계열
- 의학계열
- 예·체능계열
- 학과 간 협동과정
- 학·산 협동과정
- 학·연 협동과정
- 계약학과

### 전문대학원
- 국제전문대학원
- 치의학전문대학원
- 한의학전문대학원
- 법학전문대학원
- 데이터사이언스전문대학원

### 특수대학원
- 경영대학원
- 경제통상대학원
- 행정대학원
- 교육대학원
- 산업대학원
- 환경대학원
- 기술창업대학원
- 금융대학원
- 융합의생명과학대학원

## 캠퍼스

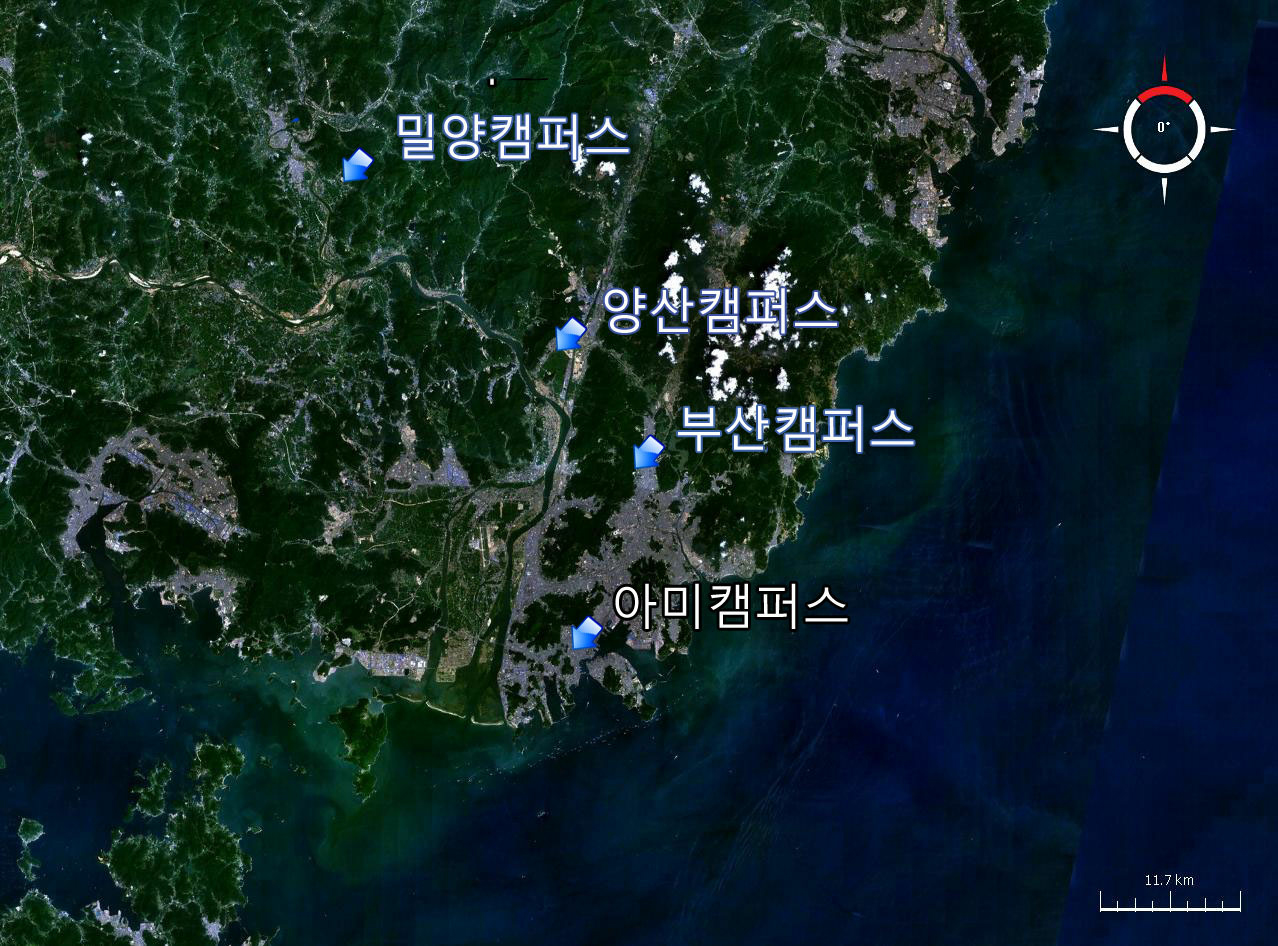
부산대학교가 관리하는 여러 캠퍼스의 위치

부산대학교는 1946년 설립 당시 부산에 소재한 경남의 국립대였다. 부산은 당시 경남의 도청 소재지로서 경남에 소속된 시였으나 1963년 정부직할시로 승격됨으로써 경상남도에서 분리됐다. 이에 따라 부산대도 경남의 국립대가 아니라 부산의 국립대가 돼 부산의 15배에 달하는, 울산을 포함한 경남을 포기해야 했다. 그러나 양산캠퍼스와 밀양캠퍼스의 확보로 다시 경남에 진출할 수 있었다.
개교 장소는 처음에 서구 대신동의 임시 교정이었으나 윤인구 초대총장 때인 1954년 장전동 이전이 결정되었고 1955년 지금의 부산캠퍼스로 이전했다.
양산캠퍼스는 2002년 1월, 박재윤 총장의 재임 기간 중에 조성이 확정되었다. 2003년 7월 착공에 들어갔고 2009년 3월 양산캠퍼스를 개교했다.
또 2005년 4월 밀양대와의 통합 합의에 따라 2006년 3월 밀양캠퍼스가 문을 열었다. 이로써 부산대는 경남-부산 분리 후 40여 년 만에 경남지역에 재진출하게 되었다.
2019년 기준으로 부산대학교는 부산캠퍼스, 아미캠퍼스, 양산캠퍼스, 밀양캠퍼스가 있으며, 이 중 학부생이 재학 중인 곳은 부산캠퍼스, 양산캠퍼스, 밀양캠퍼스 3곳이다. 이 세 캠퍼스는 부산-양산-밀양을 잇는 캠퍼스 벨트로 불리기도 한다.
각 캠퍼스는 분교의 개념이 아닌 학문영역별 특성화를 꾀하고 있다. 부산캠퍼스는 종합 연구 중심 대학으로, 양산캠퍼스는 양산부산대학교병원과 연계한 의·생명과학 특성화 캠퍼스로, 밀양캠퍼스는 나노와 바이오 분야가 특성화된 캠퍼스로 재편되었다.

### 부산캠퍼스

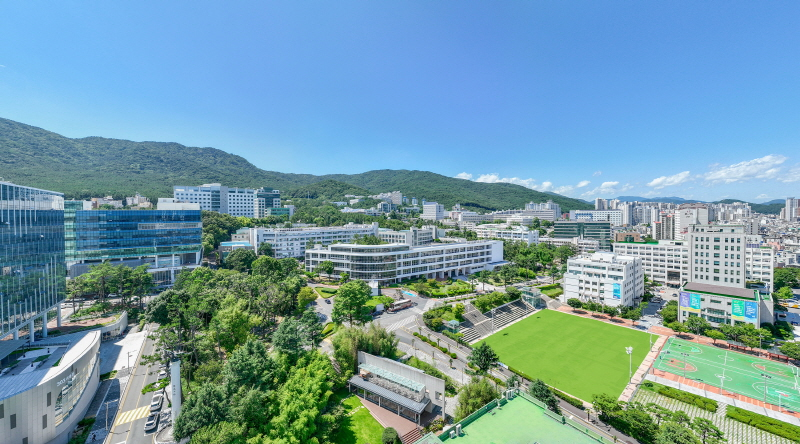
부산대 전경 드론

부산캠퍼스는 부산광역시 금정구 장전동 일대에 조성된 캠퍼스다. 장전캠퍼스라고 불리기도 하며, 2003년에는 대학공모를 통해 금정캠퍼스로 정하기도 했다. 금정캠퍼스의 명칭은 캠퍼스가 금정산 아래에 자리잡고 있다는 데에서 유래했다.

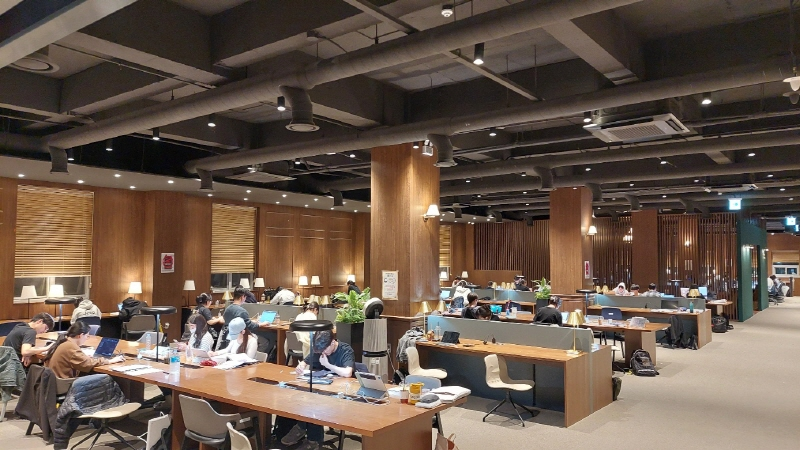
부산대 새벽별당

부산캠퍼스에는 캠퍼스 개교 초기에 건설된 고 김중업의 건축 작품이 다수 있는데, 특히 현재 인문관으로 쓰이고 있는 구 본관 건물은 김중업의 첫 작품으로 알려져 있다.
부산캠퍼스에는 대학본부 및 대부분의 학부, 대학원이 설치되어 있으며, 부산캠퍼스 앞에는 유동인구가 많은 상권이 형성되어 있다.
부산캠퍼스에서 600m 정도 떨어진 곳에는 부산 도시철도 1호선 부산대역이 있으며, 캠퍼스 외부에 양산, 김해시의 시내버스를 포함한 많은 시내버스 노선이 운영되고 있다.
한편, 부산 금정구 마을버스 7번 노선은 부산캠퍼스의 순환버스 역할을 하고 있으며, 도시철도역에서 다소 거리가 먼 캠퍼스 꼭대기까지 재학생을 수송해주는 중요한 수단이 되고 있다.

### 밀양캠퍼스

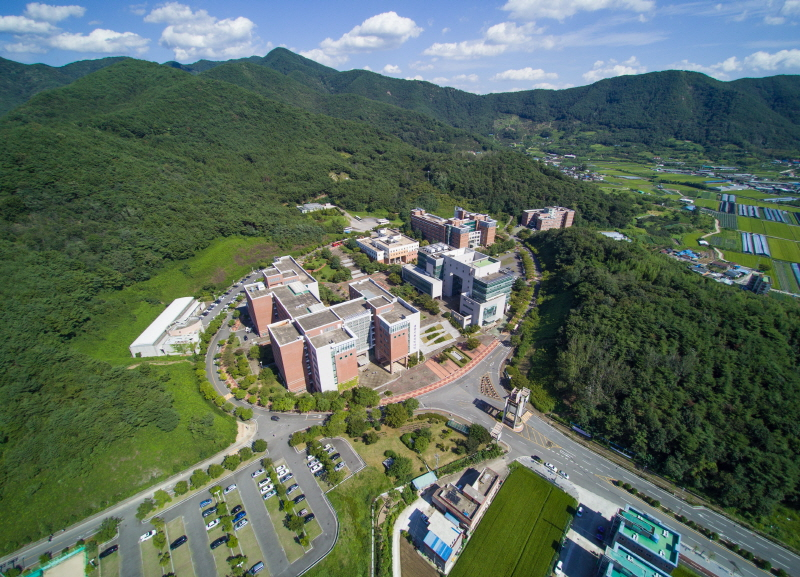
부산대 밀양 캠퍼스

밀양캠퍼스는 경상남도 밀양시 삼랑진읍 청학리 일대에 조성된 캠퍼스로, "밀양청학캠퍼스"라고 불리기도 한다. 원래 내이동에 있던 밀양대가 2005년 청학캠퍼스로 이전했다.
밀양대가 통합된 이후 부산대학교의 캠퍼스 특성화 정책에 따라 나노과학기술대학, 생명자원과학대학이 캠퍼스에 설치되었으며, 2009년에는 기숙사 청학관 공사를 시작해 2010년 3월 31일 준공했다.
특히 밀양캠퍼스의 경우 캠퍼스 크기에 맞지 않는 학생 수와 교통편 부족으로 인해, 대학촌이 제대로 형성되지 않았고 나노과학기술대학이 2012년부터 대부분의 수업을 장전캠퍼스에서 진행하게 되면서 공동화가 심화되었다.
밀양대와의 통합 이후 관리권이 부산대학교로 넘어왔던 내이캠퍼스 부지는 산학협력과 국제화 기능이 특화되도록 리모델링할 예정이었으나 2011년 12월 22일 용도가 폐지되고 관리권이 국가로 넘어갔다.

### 양산캠퍼스

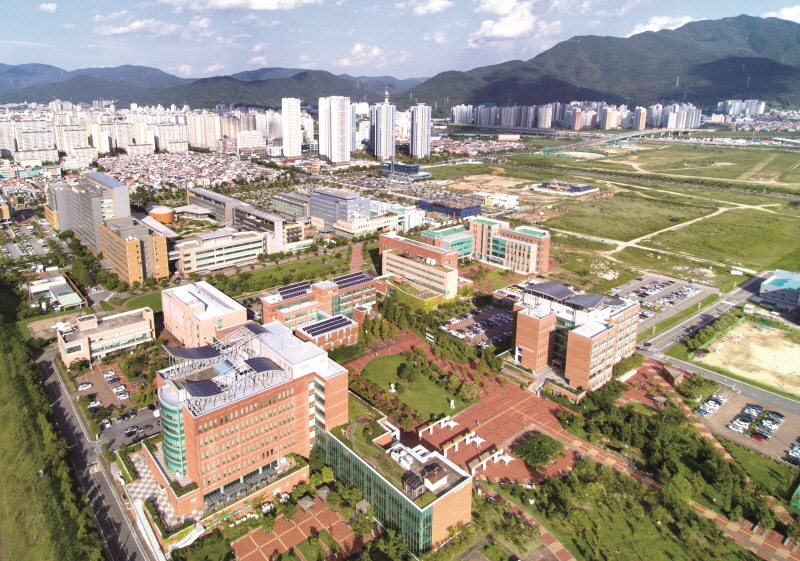
부산대 양산 캠퍼스

양산캠퍼스는 경상남도 양산시 물금읍 일대에 조성된 캠퍼스이다. 부산대 캠퍼스 이전은 25년의 숙원사업으로서 2002년 1월 박재윤 당시 총장 때 양산캠퍼스 조성이 확정되었다. 양산캠퍼스는 부산대학교 제2캠퍼스라고도 불리며, 2003년에 명칭 공모를 통해 정해진 명칭은 부산대학교 열림캠퍼스이다.
2003년부터 양산신도시 부지에 공사를 시작해 2009년 3월 캠퍼스를 개교했다. 2009년 6월에는 국토해양부, 건설교통기술평가원의 지원을 받아 분산공유형 지진실험센터를 완공하였다. 이 실험센터는 세계 최고수준의 다지점 진동대 실험시설로 세계에서 가장 긴 지점의 지진실험이 가능하다.
현재 대학단지 내에는 한의학전문대학원, 의학전문대학원, 치의학전문대학원, 간호대학, 정보의생명공학대학이 설치돼 있다.
단지 옆에 있는 병원단지에는 양산부산대학교병원과 어린이병원, 치과병원, 한방병원, 영남권역재활병원 등이 건립되어 있다. 양산부산대병원은 2015년 상급종합병원 및 부산경남권역 응급의료센터에 선정되었다.
경남권 감염병전문병원도 2020년 6월에 유치돼 2024년에 개원할 예정이다. 경남권 감영병전문병원은 원래 영남권 감염병원으로 공모돼 선정되었으나 대구지역의 유치 여론에 밀린 정부가 원칙을 뒤엎고 2021년 6월 23일 칠곡경북대병원을 경북권 감염병원으로 선정하면서 양산부산대병원은 경남권 감염병원으로 명칭이 바뀌었다. 이에 따라 관할구역도 대구, 경북, 부산, 울산, 경남 5개 시·도에서 부울경 3개 시도로 바뀌었다.
경남권 감염병원은 국비 407억 원외 병원 자부담 360억 원을 추가로 투입해 건축 연면적 2만 3200m2에 지하 3층, 지상 8층의 규모로 건설된다. 질병관리본부가 요구하는 음압병실 36개, 일반병상 41실 113병상이 추가 설치된다. 감염병전문병원은 해당 권역 감염병 환자 진단·치료·검사와 공공·민간 의료기관 감염병 대응 전문인력 교육·훈련을 맡는다.
현재 양산캠퍼스 단지 주변에는 수많은 아파트가 들어서 있으며 부산 도시철도 2호선 부산대양산캠퍼스역이 조성되어 있고, 이 역과 캠퍼스 사이를 오가는 셔틀버스가 운영되고 있다.

### 아미캠퍼스
부산대학교병원(본원)에는 대학병원, 부산권역응급의료센터, 임상시험센터, 부산지역암센터, 국가지정 외상센터, 국가지정 호흡기질환센터, 융합의학연구동을 보유한 도심형 메디컬센터이이다.
아미캠퍼스는 2017년까지 총사업비 2,180억원을 들여 외상전문센터, 호흡기전문질환센터, 보건의료연구센터, 지원시설동 등을 단계적으로 신축, 리모델링하고 병동을 대폭 확충할 예정이다.

## 대학 시설

### 도서관

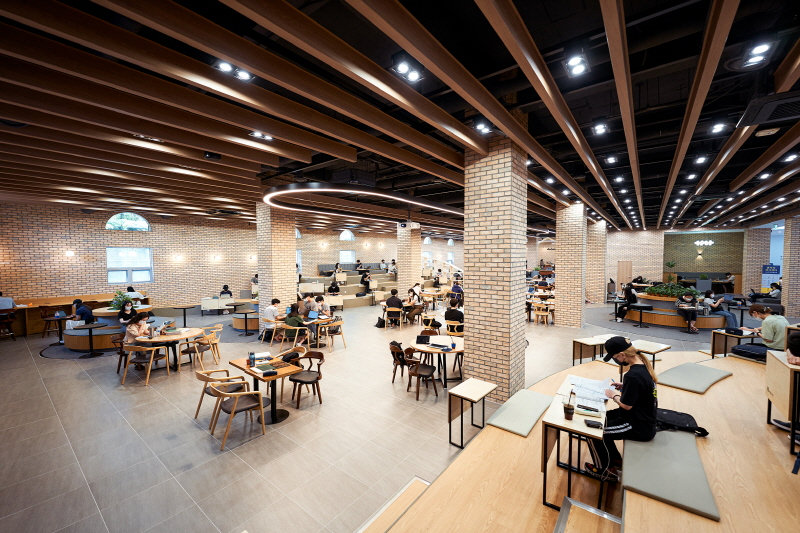
부산대 새벽벌도서관

새벽벌 도서관을 포함해 부산대학교에는 총 6개의 도서관이 있다. 총 265만 여 권의 장서를 보유하고 있고, 4600명의 학생이 동시에 이용할 수 있는 열람실을 갖추고 있다. 특히 #자유롭게 책을 읽을 수 있는 북 카페, #강연회와 영화 관람을 할 수 있는 오디토리움, 그리고 #멀티미디어와 인터넷을 사용할 수 있는 문창누리, #건설관 3층에 위치해 있어 건설관 도서관이라 불리는 미리내라운지도 갖추고 있다.
-틈새학습공간

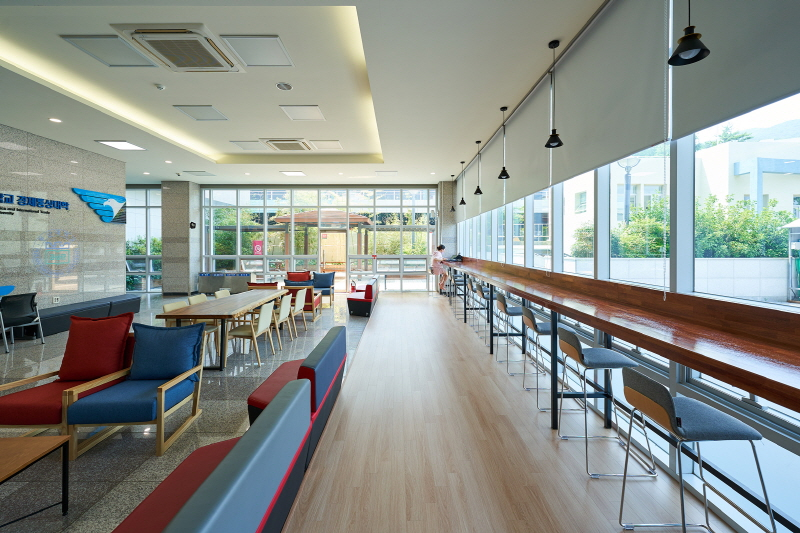
부산대 경제통상관 틈새학습공간

도서관 뿐만 아니라 학생들이 캠퍼스 건물 곳곳에서 공부할 수 있도록 ‘틈새학습공간’을 마련해두었다. 부산, 양산, 밀양캠퍼스 총 26개 건물의 틈새 공간을 리모델링하여, 100억 원대의 건물을 지은 효과를 냈다. 학생들은 공강 같은 자투리 시간에 여기서 학습을 하며 캠퍼스 라이프를 알차게 보내고 있다.

### 대학생활원(구 기숙사)
부산대 기숙사는 ‘대학생활원’이라 불리며, 전체 재학생의 14%인 3,852명을 수용할 수 있다.
대학생활원의 기본 구조는 2인 1실로 공동 샤워실과 화장실, 체력단련실 등을 부대시설로 갖추고 있으며, 2009년에 건립된 BTL 기숙사인 웅비관(부산)과 행림관(양산)은 실마다 개별난방시스템, 에어컨, 화장실, 샤워실이 마련되어 있어 공동생활에 따른 불편을 최소화하고 있다.
각 대학생활원에는 원생들의 보안과 안전을 위하여 입구에서부터 출입 관리시스템을 적용하고 있으며, 다기능 학생증카드를 사용하여 원생 확인의 정확성과 원생 출입의 편리성을 강화하였다. 또한 원생들의 생활 편의와 학습 증진을 위하여 식당, 휴게실, 컴퓨터실, 독서실, 세탁실 등의 부대시설을 갖추고 있다.

##### 부산캠퍼스
- 진리관 924명 (남)
- 자유관 584명 (여)
- 효원재 304명 (남·여 고시준비생)
- 웅비관 1,012명 (BTL 기숙사 남·여)

##### 양산캠퍼스
- 행림관 826명 (BTL 기숙사 남ㆍ여)

##### 밀양캠퍼스
- 비마관 300명 (남)
- 매화관 126명 (여)
- 청학관 314명 (남·여)

### 박물관

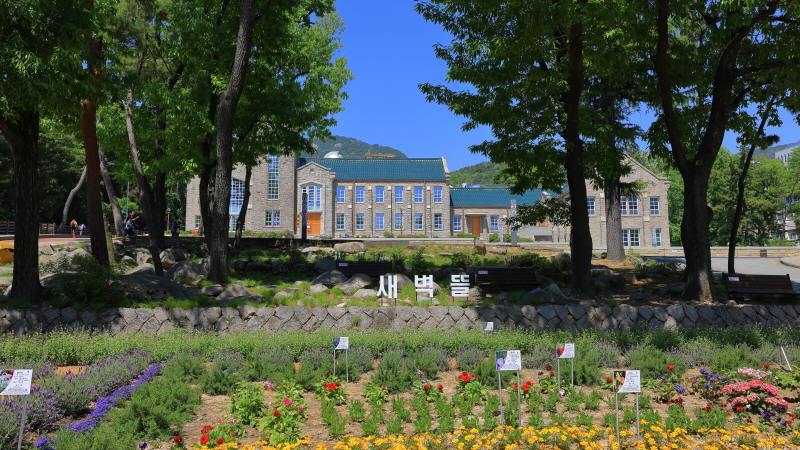
부산대 박물관앞 새벽뜰

부산대학교 캠퍼스(부산광역시 금정구 장전동) 내에 위치한 국립부산대학교 부속 박물관.
1956년 3월 건물(현.별관)이 준공되고 64년 5월에 개관하였다.
피난 국보문화재('56.9~'62.3)를 보관하였고, 부산시 압수문화재 보관기관으로 선정('71.12)되었다.
대학 설립 초창기 오래된 상징적 건물인 교내 박물관 앞 자연과학관을 허물고 그 자리에 훤히 뚫린 푸른 잔디광장을 만들고 인근 장승터에 이르기까지 화단을 조성해 이 일대를 '새벽뜰'로 명명했다.

## 학생 활동

### 부산대학교 총학생회

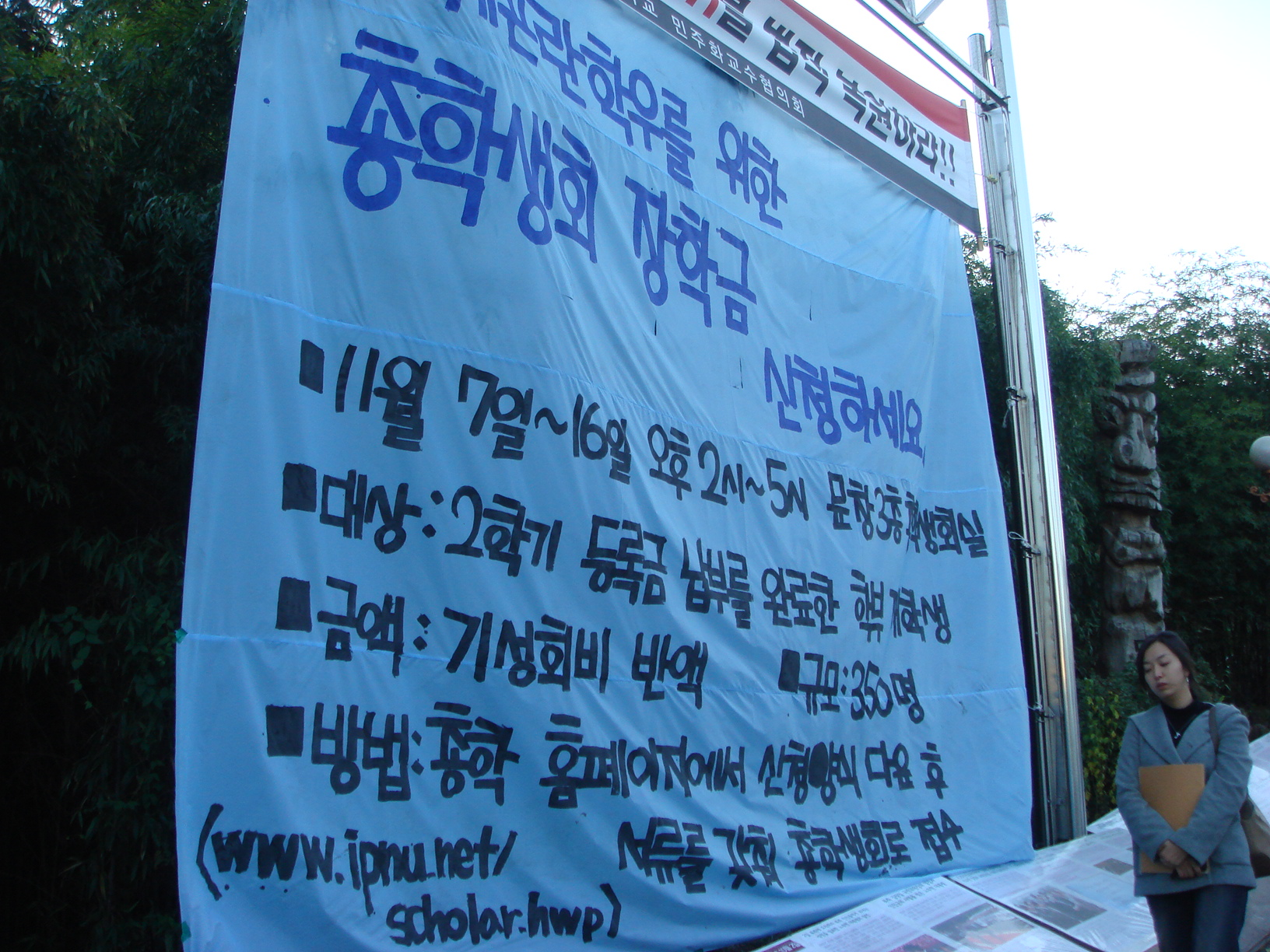
2007년 총학생회에서 내건 현수막

부산대학교 총학생회는 학교 축제 및 각종 학교 문제에 대한 대학 본부와의 협의를 주관한다. 부마항쟁과 6월항쟁의 자랑스러운 전통을 지닌 부산대 총학생회는 전국적인 학생운동의 한 축을 담당해왔다. 부산대 총학생회는 1985년 11월 16일, 군사독재의 잔재인 학도호국단을 완전히 폐지함과 동시에 민주주의적 총학생회칙이 제정됨으로써 부활됐다.
1987년 ‘6월항쟁’으로 전국 단위의 대학생 조직이 필요하다는 의견에 따라 ‘전대협’이 만들어졌다. 전대협은 전국대학생대표협의회 준말이다. 부산대총학생회는 역대로 전대협 부회장교와 부산울산경남총학생회협의회 회장교를 맡아왔다. 1991년 6월 전대협 5기 출범식이 부산대에서 열렸다. 전대협은 1989년 ‘임수경 방북 사건’과 1991년 ‘강기훈 유서대필 사건’ 등을 겪으며 1993년 3월 대의원 총회를 통해 해체를 결정했고 1993년 5월 한국대학총학생회연합(한총련)으로 재발족했다. 1994년 한총련 2기 의장이 김현준 부산대총학생회장이었다. 또 2001년에는 최승환이 부산대 총학생회장 및 9기 한총련 의장으로 선출됐다. 한총련은 1996년 연세대 통일축전 폭력 사태, 1997년 이석 프락치 치사 사건 등을 거치면서 1997년 대법원으로부터 이적단체로 규정됐다. 이에 따라 조직이 약화되면서 각 대학이 한총련에서 탈퇴하고 조직이 와해됐다.
2005년 4월 30일에 출범한 대학생연합단체 ‘한대련(21세기 한국대학생연합)’은 생활 이슈를 내세웠다. ‘등록금, 청년실업 문제, 대학생 주거문제’ 등 대학생 현실을 내세웠고, 시위 방식도 문화제, 1인 시위 등 과거보다 온건한 방식으로 바꿨다. 한국대학생연합은 2006년 1월 강정남 부산대 총학생회장을 2기 의장으로 선출했다. 2009년 2월 5기 한대련 의장으로 이원기 부산대 총학생회장이 당선됐다.

## 교내 언론

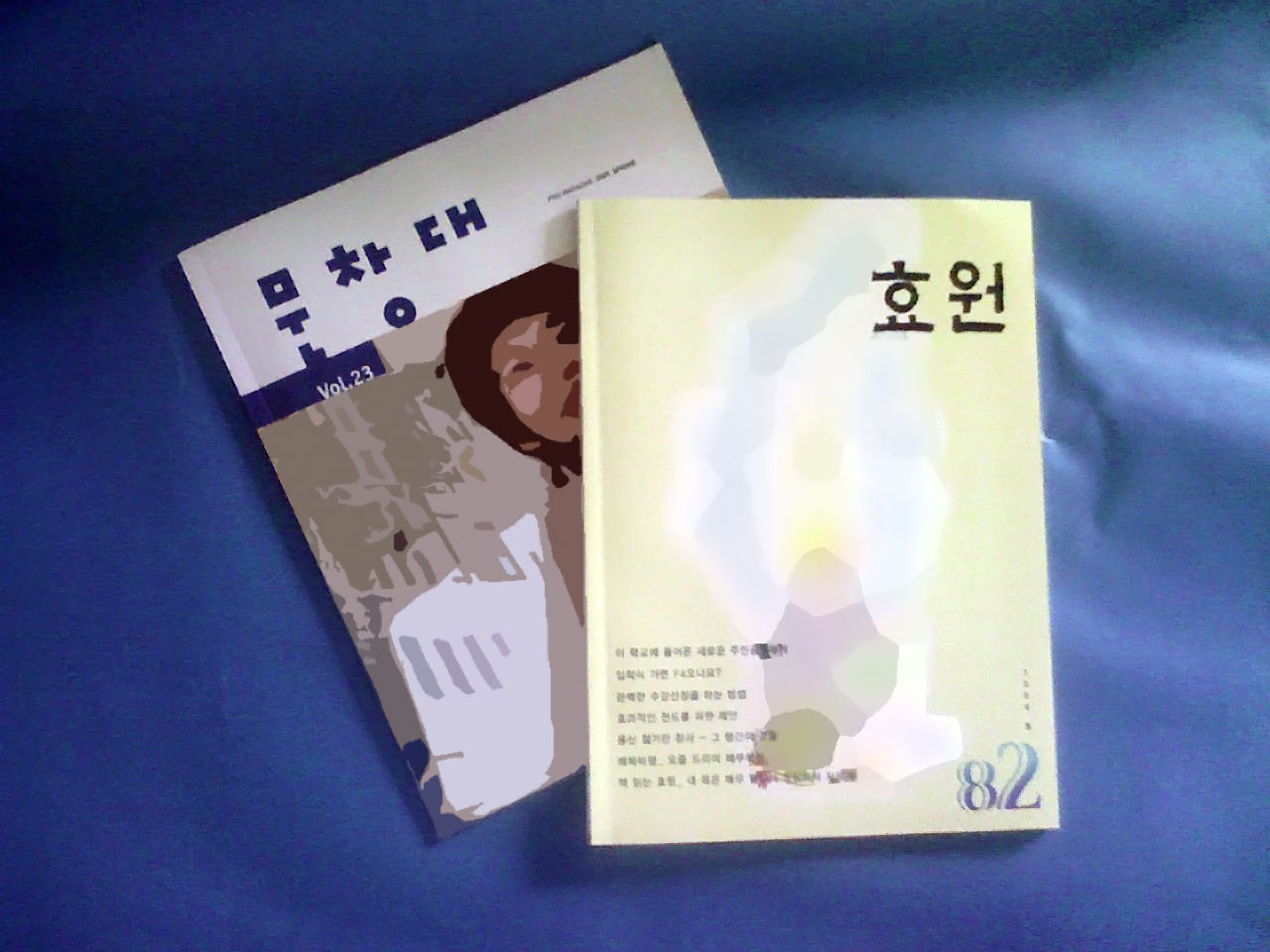
부산대학교 내에서 발간되는 잡지들, 왼쪽부터 《문창대》, 《효원》

부산대학교 언론사는 교내 방송을 주관하는 '부산대학교 방송국'과 신문을 발행하는 《부대신문》, 영어 신문을 발행하는 The Hyowon Herald (효원헤럴드)가 '채널PNU'로 통합됐고, 부산대학교 홍보실에서 발행하는 잡지 《문창대》와 재학생들이 직접 발행하는 학교 교지 《효원》등이 있다.
- 채널PNU
2022년 3월 부산 최초로 올해 3월 부대신문, 부산대방송국, 영자신문을 통합한 매체 ‘채널PNU’가 출범했다. 2021년 부산대 언론사 주간으로 부임한 황성욱 미디어커뮤니케이션학과 교수가 단행한 조직 개편의 결과였다.
별도의 미디어로 활동하던 부대신문, 효원헤럴드, 부대방송국은 2022년 3월 2일 채널PNU라는 통합 미디어로 출범하여 학기 중 매주 뉴스레터와 부대신문, 효원헤럴드를 발행하고 유튜브 채널과 교내 DID 모니터·스피커로 방송하고 있다. 2022년 11~12월에는 제1회 부산 미디어 리터러시 대회에서 대상(부산시장상)을, 2022 세명 대학언론상 대회에서 최우수상(단독, 1등)을 받았다.
- 부산대학교 방송국
부산대학교 방송국(PUBS)은 1963년 부산대학교 방송실로 개국하여 1972년 부산대학교 방송국으로 승격되었다. 캠퍼스 곳곳에 스피커가 설치되어 아침이나 점심시간에 채널PNU가 제작한 오디오 방송을 들을 수 있었다. 최근에는 유튜브 채널을 통해서도 이용해 자체 제작 영상을 방영한다.
- 부대신문
《부대신문(釜大新聞)》은 1954년 공식적으로 창간했다. 1947년 발행된 타블로이드판 소식지를 전신으로 하며 1948년 발행된 부대신문 3호가 부산일보에 소장하고 있음이 확인되기도 했다. 예산 부족으로 발행 중단과 개간을 거듭하였다. 4.19혁명 이전에는 주로 교양이나 역사에 대한 내용을 많이 담았으나, 1960년 '부대신문 독립선언' 이후로 편집자율권을 기반을 한 비평과 사회 비판이 실리기 시작했다. 1985년 신문배포가 일시적으로 중단되었다. 이에 1987년 학교의 일방적인 조치에 반발했던 부대신문의 모든 기자가 사퇴하는 사태가 발생하기도 했다. 또한 1996년 연세대학교에서 발생한 '한총련 사태'로 인해 부대신문사 암실에 보관돼 있던 6천컷 분량의 필름을 경찰 측에 의해 무작위로 압수당하는 등, 많은 고초를 겪어야 했다.
최근에는 컬러지면이 많이 늘었으며, 부산대학교 내의 소식이나 사설 등이 담겨진다. 정문이나 캠퍼스 곳곳에 누구나 가져갈 수 있도록 비치해 둔다.
기자 10여 명이 활동하고 있으며, 취재 기자는 대학부, 사회부, 문화부로 속하며 편집 기자를 따로 두어 직접 지면을 꾸려 간다.
- The Hyowon Herald (효원헤럴드)
1972년 The Budae Times (부대타임스)라는 이름의 잡지로 창간된 이후, 1984년 The Hyowon Herald라는 이름으로 바뀌어 타블로이드판으로 발행된 것이 현재에 이른다.

## 위상

### 대학평가
최근 지역대학의 위기가 갈수록 심화하고 있는 와중에도 부산대학교는 국제적 권위의 3大 세계대학평가 기관들의 대학평가 순위에서 오히려 가파른 상승세를 나타내며 국내외 명문대학으로의 성장과 발전을 거듭했다.
먼저 2023년 6월 발표된 「2024 QS 세계대학평가」 순위에서 본교는 세계 611-620위, 국내 종합대학 순위(*과학기술특성화대학은 제외한 순위임) 13위로 올랐다(전년 대비 8계단 상승). QS가 신규 지표 3개를 도입하면서 국내 대학 43개교 중 29개교가 순위가 하락했지만 부산대의 대학평가 순위는 크게 상승한 것이다.
또한 중국 상하이교통대학의 「2023 세계대학학술순위(ARWU; Academic Ranking of World Universities)」에서도 세계 401-500위, 국내 종합대학 중 7위를 기록했다. 이는 작년 세계 501-600위, 국내종합대학 9-12위에서 크게 상승한 것이다.
특히 THE(Times Higher Education)의 평가 순위 상승은 더욱 고무적이다. THE는 지난 2023년 9월 「2024 THE 세계대학평가」 순위를 발표했다. 여기에는 전 세계 108개국 1,904개 대학이 랭크되었는데, 그중 국내 대학은 총 39개만 포함되었다.
여기서도 부산대학교의 도약이 두드러진다. 전년에는 세계 1,001-1,200위, 국내종합대학 15위였으나, 새로운 순위에서는 세계 501-600위, 국내종합대학 9위를 기록한 것이다.
뿐만 아니라 THE의 평가지표 영역은 △교육여건(29.5%) △연구환경(29%) △연구의 질(30%) △산학협력(4%) △국제화(7.5%) 등 5개로 구성되는데, 올해 평가에서 부산대는 5개 전 영역에서 높은 상승을 보였다. THE 세계대학평가가 예년보다 더 엄격하고 세분화된 지표를 적용해 평가한 점을 감안할 때 이번 큰 폭의 순위 상승은 더욱 의미가 있다.

### 인지도
부산대학교는 거점국립대학교 중 가장 경쟁력 높은 우수 대학으로 인식되고 있다., 특히 경북대학교와는 개교 이래로 "한강 이남 최고 대학"이 어디인가를 두고 라이벌 관계로 인식되었다. 그러나, 2000년대 이래로 내부 갈등의 심화와, 정부와의 마찰, 외부로는 지역 대학에 대한 선호도가 떨어지고, 수도권 집중 현상이 심화되면서, 예전만큼 위상이 높지 않은 실정이다.
1970년대 이래로 경제, 법률, 언론계 등에 부산대학교 졸업생이 상당수 포진되었다. 특히 2011년 시사저널의 조사에 의하면, 대기업 임원 중 부산대 졸업생의 숫자는 전체 순위의 5위를 차지하고 있는 것으로 나타났으며, 이는 대한민국 내의 지역 국립대 중 가장 높은 순위다. 시사저널 측에서는 부산대 출신 임원이 많은 원인을 영남 지역에 중공업 생산 시설이 밀집되어 있고, 부산대 졸업생들의 다수가 그 곳의 기술직 임원으로 재직하고 있기 때문인 것으로 분석했다.

## 대학병원
- 부산대학교병원
- 양산부산대학교병원
- 부산대학교치과병원
- 부산대학교한방병원
- 부산대학교어린이병원

## 같이 보기
- 부산대학교병원
- 양산부산대학교병원
- 부산대학교치과병원
- 부산교육대학교
- 부산대학교 사범대학 부설고등학교

## 주해
1. ↑  예컨대 경북대와 전남대는 대구와 광주지역 관립전문학교가 국립으로 승격된 후 종합대학교로 합친 것이고 전북대와 충남대, 강원대, 제주대, 경상대, 충북대는 도립대학으로 출발하여 국립으로 승격된 후 종합대학교가 됐다. 부산대와 함께 1952년 국립종합대학교로 출발한 경북대, 전남대는 이들보다 국립대 승격과 종합대 전환이 늦은 타 국립대보다 인지도와 교세 등에서 상대적으로 강세를 보이고 있다.
2. ↑  1946년 초에 경상남도 불교교무원이 부산에 6년제 해동중학교를 설립하고자 경상남도 학무과에 인가신청서를 제출했다. 학무과장 윤인구는 해동중학교 설립기금으로 신청된 고성 옥천사 사답 13만 5천평을 국립대학 설립기금으로 희사해 줄 것을 권고하고 일제의 적산건물을 해동중학교 교사로 선정하여 그 불하해 주겠으며, 나아가서는 학교의 설립허가를 확정짓겠다고 언약했다. 경상남도 불교교무원장 박원찬은 이 제안에 대해 난색을 표명했다. 그러나, 경남 출신으로 당시 중앙불교교무원 총무부장 최범술의 지시와 경상남도 내무부장 서상환의 강권에 못 이겨 박원찬은 옥천사 사답 토지문서를 경상남도 당국에 전달했다. 이러하여 6년제 해동중학교 설립이 인가되고 영도 소재의 적산건물인 일제 때 입정(立正)상업학교 교사가 해동중학교 교사로 알선되었다. 그리고, 경상남도 당국은 김찬성의 후원을 얻어 영주동의 조흥은행 부산지점에 의뢰하여 옥천사 토지를 500만원으로 감정받았다.
3. ↑  부산대학교 설립기금 1,000만원 내역=경상남도 불교교무원 고성 옥천사 사답 13만 5천평(조흥은행 감정가 5백만원), 부산음식조합의 대학설립기금 모금액 105만원(문병조 명의로 납입), 민립대학설립기성회 배인환 회장과 김찬성 부회장 유기처분금 80만원과 자동차 1대, 일본인 131개 어용단체 강제해산 후 청산금의 국가 귀속분 347만 9,000원
4. ↑  부산대 설립 이후 각 지역에서는 속속 국립대가 설립됐다. 관립전문학교를 모아 국립대로 만들거나(경북대, 전남대) 기존의 도립대학이나 나중에 생기는 도립대학을 국립으로 전환(경상대, 전북대, 충남대, 충북대, 제주대)했다. 이들의 교명은 1도 1국립대 원칙에 따라 기존의 대학명을 폐기하고 해당 도명을 대학명으로 사용했다. 경상대는 예외. 1980년대 이후 대구, 광주, 대전이 직할시가 되면서 도와 분리되었지만 경북대, 전남대, 충남대는 기존 교명을 그대로 사용함으로써 대학 이름과 소재지가 불일치한 모습을 보이고 있다. 부산대의 명칭 확정은 부산의 발전 가능성과 잠재력을 높이 보았으며 그 당시 부산의 특별시 승격 요구가 수차례 있었기에 특별시 승격을 염두에 두고 이름을 지은 것으로 본다. 결국 부산은 직할시로 승격되는 등 국제적인 도시가 되었다. 만약 부산대의 교명이 도명대로 경남대로 정해졌다면 대학명이 역시 직할시로 승격된 부산이란 지역명과 괴리되었을 것이고 부산대보다는 국제화시대에 덜 적합한 이름이 되었을 것이다.
5. ↑  부산대는 1953년 종합대학으로 승격했으나 이에 걸맞은 캠퍼스 부지를 구하지 못해 애를 먹었다. 윤인구 초대 총장은 1954년 6월 8일 부산대를 찾은 위트컴(미군군수사령관) 장군에게 종 모양의 캠퍼스 배치도를 그린 그림을 보여주며 “교육에 대한 내 꿈을 사 달라. 부산대의 미래에 투자하라”고 부탁한다. 윤 총장의 비전에 감동한 장군은 당시 경남지사와 이승만 대통령을 설득해서 장전동 부지 50만평을 확보하는 데 결정적 역할을 했다. 한술 더 떠 장군은 캠퍼스 조성에 필요한 25만 달러 상당의 건축 자재를 AFAK 사업을 통해 지원하는가 하면 당시 전차와 버스 등 대중교통의 종점인 온천장(현재 부산은행 온천동지점)과 부산대 무지개문을 연결하는 진입도로(길이 1.6km)를 미군 434 공병부대를 동원해 건설해줬다. 부산대 건학에서 윤인구와 위트컴의 위대한 업적은 2000년대 이후 재조명되고 있다.
6. ↑  1961년 9월 ‘대학교 정비기준령(각령 제283호)’에 의해 폐과 또는 폐쇄된 대학의 운영에 대한 정부의 시행 세칙은 오랫동안 만들어지지 않다가 1962년 4월 3일에 그 시행 요령이 발표되었다. 그후 불과 8개월도 안되어서 1962년 12월 30일 각의에서 국립대학교 설치령 개정을 결의하여 전국 6개 대학 14학과의 부활과 2개 대학의 4학과 신설이 결정되었고, 그후 1964년 국립대학교설치령이 다시 개정됨으로써 완전히 원상 회복되었다.
7. ↑  1975년 10월 10일 재일 교포 유학생 김오자(문리대 사학과)가 반(反)정부 성격의 전단을 살포하면서, 이를 추적한 경찰은 김오자와 관계된 인물을 대거 체포했다. 이 사건으로 부산대 학생 박준건, 김오자, 김정미, 김준홍, 노승일, 박명근, 이원이 등과 부산대 철학과 교수 하일민과 대학원생 김명수 등이 구속되었다. 이 사건은 11월 22일 ‘재일 교포 간첩단 사건’으로 명명되어 언론에 발표되었다. 여기에는 총 24명이 연루되었다. 단순한 반정부 유인물 살포 사건을 의도적으로 확대하여 간첩 사건으로 조작했던 것이다. 김오자 씨는 2019년 재심을 통해 43년 만에 무죄를 선고받았다. 서울고법 형사2부(차문호 부장판사)는 2019년 8월 22일 김씨의 반공법 위반 등 사건 재심에서 무죄를 선고했다. 김씨는 1975년 간첩으로 몰려 중앙정보부로 연행됐다. 그는 이듬해 조총련의 지시를 받고 국가 기밀을 탐지하고 주변 사람들을 포섭했다는 등의 혐의로 기소돼 1심에서 사형을, 2심에서 무기징역을 선고받았다. 이후 가석방될 때까지 9년간 수형 생활을 했다.
8. ↑  '신생철학'의 저자인 윤노빈 교수의 월북 사건은 외무장관 출신 최덕신이나 천도교 교령 오익제와 달리 언론에 단 한 줄도 보도되지 않았다. 당시는 신군부인 전두환 군사독재의 폭압체제가 절정에 달해 매스컴에도 보도되지 않아 그가 월북한 것조차 잘 알려지지 않았다. 월북한 후 그는 칠보산연락소에서 ‘조국통일연구원 책임지도원’이란 직위를 갖고 대남방송의 기사작성자로 일하고 있다고 한다. 평양에 살고 있다.
9. ↑  부산대 역사를 개교부터 1999년까지, 2000년부터 현재까지로 나눈 분기점은 양산캠퍼스 확보다. 제2캠퍼스 마련은 당시 부산대의 최대 과제였다. 양산캠퍼스 확보는 제2의 개교라고 부를 만큼 대단한 일이었다. 부산대는 1955년 현재의 장전캠퍼스 이전 후 급속한 대학의 팽창에 따라 대학부지 부족으로 대학 발전에 지대한 장애를 초래했다. 재정경제부 장관과 아주대 총장을 지낸 박재윤 총장은 1999년 외부 출신으로 처음 총장에 당선됐고 부산시와 정치권과의 갈등을 이기고 양산캠퍼스를 확보했다. 양산캠퍼스는 현재 의대,치대,간호대,한의대가 쓰는 메디컬 캠퍼스이며 양산부산대병원도 자리 잡았다. 34만평의 광활한 도심지 소재 양산캠퍼스는 향후 캠퍼스 혁신파크 유치 등 부산대 발전의 전환점이 핵심 자원으로 기능하게 된다
10. ↑   양산캠퍼스 부지는 양산신도시 3단계지구의 중심에 자리잡고 있다. 부산대는 한국토지공사로부터 전체 부지 110만6889m2를 3.3m2당 15만원에 매입했다. 토지공사는 부산대 유치가 양산신도시 성공에 핵심임을 인식하고 해당 부지를 원가 수준으로 매각했다. 대신에 금싸라기 땅인 광안동과 주례동 땅을 부산대로부터 받아갔다. 나머지 300억원은 송금조 태양회장이 기부하기로 약정했으나 송금조는 195억 원을 기부한 후 나머지를 내지 않고 2020년 7월 사망했다. 당시 부산대 입장에서는 아무런 도시기반시설도 없는 허허벌판에 신도시 조성이라는 장래성만 믿고 투자하는 모험이었다. 결과는 대성공이었다. 제2캠퍼스 확보를 목표로 추진된 양산캠퍼스는 밀양캠퍼스와 함께 경남의 재진출로 부산대 영역의 확장시켰다. 현재 대학단지엔 의대, 간호대, 치의학전문대학원, 한의학전문대학원과 정보의생명공학대학이 자리잡고 있다. 병원단지엔 양산부산대병원, 치과병원, 어린이병원, 재활병원, 한방병원, 병원호텔이 자리잡았고 감염병전문병원 입주도 확정됐다. 양산캠퍼스엔 교육과 의료가 집적된 전국에서 보기 드문 의료집약단지다. 양산부산대병원의 매출은 본원인 부산대병원을 능가하고 있다. 현재 전체 부지 110만6889m2 중 절반만 개발되었고 나머지 54만2000m2는 미개발지로 향후 부산대 발전에 큰 역할을 할 것이다. 1990년대 당시 협소한 캠퍼스로 큰 고민에 빠졌던 부산대 입장에서 남은 광활한 신도시 대학부지는 향후 부산대의 성장동력이다. 이 문제와 별개로 장전캠퍼스의 과밀화 문제는 풀어야 할 큰 숙제다.
11. ↑  2003년 10월 15일, 주식회사 태양의 송금조 회장이 학교 발전을 위해 부산대에 305억원 기부 약정을 학교 측과 체결했다. 먼저 100억원을, 당시 총장이었던 김인세 총장에게 전달하고, 나머지 205억원은 2004년부터 2009년까지 6차례에 나눠 발전기금으로 기부하겠다는 내용이었다. 이에 학교 측은, 그에게 명예박사 학위를 수여하고, 다음 해에는 학교 본관 옆에 동상을 세워 그를 기렸다. 그러나 총 305억원 중 195억 원을 기부한 송금조 회장이 돌연 2008년 학교 측을 상대로 기부약정에 대한 채무부존재 확인소송을 제기하였다. 기부금 중 일부가 기부 목적이었던 "양산캠퍼스 부지매입금"이 아닌 "캠퍼스 건립비, 교수 연구비 등"으로 전용됐다는 것이다. 2009년 5월 7일 1심 재판부는 기부금을 내기로 약정한 이상 남은 기부 약속을 지켜야 한다는 판단으로, 원고의 소송을 기각했다. 2심 재판부도 "원고와 피고가 기부약정 당시 사용용도를 '부산대 캠퍼스 건설 및 연구지원 기금'으로 정했다"고 판단하고, 1심과 마찬가지로 원고의 소송을 기각했다. 대법원은 2012년 10월 송금조 회장의 2심 판결 불복에 따른 상고심에서 부산대 승소 판결을 내렸다. 부산대는 당시 기부금을 잘못 사용한 부분을 사과하고, 경암교육문화재단도 기부금 잔액을 내는 방향으로 논의하면서 양측의 갈등은 일단락됐다. 그러나 부산대 측의 화해 노력에도 불구하고 송금조는 끝내 나머지 약정 기부금 110억원을 내지 않고 2020년 7월 사망했다. 언론은 그를 기부의 대명사라 부르지만...송금조의 305억 부산대 기부 약정이 그의 탈세를 세무당국이 눈감아주는 대가로 이루어졌다는 증언도 있다. 그가 경영하던 사업체의 탈세가 들통나자 부산일보 사장 김상훈이 중재하여 탈세 추징액만큼 부산대에 기부하는 조건으로 성사된 기부였다는 것이다.
12. ↑  이명박 정부에 이은 박근혜 정부는 국립대의 총장 직선제를 폐지하고 간선제로 전환을 강제하였다. 교육부가 재정 지원 등을 무기로 국립대 총장 선출 방식을 간선제로 바꾸도록 압박하고 정원 축소 등 일방적 구조조정을 추진해온 행태를 비판하는 목소리가 더욱 거세어졌다. 2012년 3월 30일 교육과학기술부에서 대학 선진화를 근거로 요구한 "총장 직선제 폐지"를 부산대가 거부하고 이로 인해, "대학 교육역량강화 지원사업 선정"에서 부산대가 탈락하면서 국고 지원을 받지 못하게 되었다. 부산대는 총장 직선제를 폐지하지 않으면 '교육역량 강화사업' 지원대상에서 제외하거나 지원금을 대폭 삭감하는 등의 교육부 '국립대학교 선전화 방안'에 밀려 2012년 7월 총장 직선제를 폐지하고 간선제를 도입하는 내용으로 학칙을 개정했다. 이후 총장 직선제 수호를 주장하는 부산대 교수회와 3년 넘게 갈등을 빚어왔다.
13. ↑  부산대 부설 특수학교는 21학급 138명(중학교 54명, 고등학교 84명) 규모이며 2022년 3월 개교할 계획이었다. 그러나 3년 이상 착공이 미뤄졌고 2026년 개교로 목표가 미뤄졌다
14. ↑  부산대와 부산교대 양측은 거제동 부산교대 캠퍼스에 ‘지역거점종합교원양성기관’ 구축을 통합의 대전제로 하고 유·초·중등·특수·평생교육 등 모든 교육 과정을 집약하는 구상에 합의했다. 두 대학은 지난해 11월부터 통합을 전제로 한 ‘공동발전방안 기초연구’를 수행하고, ‘뉴(New) 종합교원양성체제안’을 내놓기도 했다.
15. ↑  ‘부처 협업형 인재양성사업’은 반도체 등 국가혁신성장을 선도할 14개 신산업·첨단산업 분야 인재를 양성하는 사업이다.부산대는 △미래형자동차 기술융합혁신인재양성사업 △반도체 전공트랙사업 △이차전지산업 기술인력양성사업 △차세대 바이오헬스산업 혁신인재양성사업 △의료인공지능 융합인재양성사업 등 5개로 전국 2위 성적이다.
16. ↑  부산대가 제출한 계획안에는 수의과대학 신설을 위해 부산캠퍼스와 양산캠퍼스 등 모두 32만여㎡에 교육·연구 시설을 갖추고 수의연구실험, 산업동물, 가축방역·재난관리 분야에 걸쳐 의생명융합 교육과정을 구축한다는 내용이 담겼다. 신입생 정원은 40명이며, 교수 등 전문교원을 20명 이상 확보한다는 계획이다.
부산대는 수의과대학 설립 요청에 대한 교육부의 답변을 받은 뒤 ‘보건계열 정원 증원 요청’과 함께 수의과대학 신설 내용을 담은 상세신청서를 제출할 예정이다. 교육부의 최종 정원 승인을 받으면 그 다음 해부터 신입생을 모집할 수 있다. 수의과대학 정원의 경우 농림축산부 관할로 대한수의사회와 협의를 거쳐 결정하는 구조이다.
17. ↑  글로컬대학 30 사업은 교육부가 비수도권대학의 혁신을 이끌기 위해 선정 대학에 5년간 1000억원의 사업비를 지원하는 사업이다. 전국 108개 대학이 94개 혁신기획서를 제출했고 2023년 6월 20일 부산대.부산교대를 비롯한 15개 혁신기획서가 예비 선정됐다. 부산대의 글로컬대학사업 공동 신청 제안을 받은 부산교대는 2023년 5월 17일 교수회의에서 부산대와의 통합을 위한 글로컬대학 신청을 결정했다. 4월 18일 교육부에서 글로컬대학 30 사업을 발표하였고 부산대가 4월 21일 부산교대에 공동 참여를 제안해 △부산교대 자체 설문조사(5월 10일) △부산교대 평의원회(5월 15일) △교수회의(5월 17일)를 거쳐 최종 결정됐다.
18. ↑   부산시의 분리에 따라 국립대가 없어진 경남은 도립진주농과대학의 국립 승격을 요구하였고 1968년 국립으로 전환하게 된다. 진주농과대학은 1972년 7월 그 이름을 경상대학으로 개칭하였다. 이에 앞서 마산대학을 인수한 삼양학원 이사장에 대통령 경호실장 박종규가 1970년 2월 18일 취임했고 5월 20일에는 학교법인 삼양학원의 이름을 경남학원으로 바꿨다. 이어 1971년 12월 교명을 경남대학으로 변경하였다. 이 때문에 6개월 차이로 이름을 빼앗긴 경상대는 교명 찾기에 매진했으나 실패했다. 경상대는 국립대임에도 도명을 교명으로 사용하지 못함으로써 거점국립대 이미지를 제대로 누리지 못하고 있다.